# Villefort (Aude)
Villefort település Franciaországban, Aude megyében. Lakosainak száma 86 fő (2022. január 1.). Villefort Chalabre, Festes-et-Saint-André, Montjardin, Puivert és Rivel községekkel határos.

## Népesség
A település népessége az elmúlt években az alábbi módon változott:
| Lakosok száma | 90   | 87   | 80   | 108  | 96   | 92   | 89   | 85   | 85   | 86   |
|               | 1968 | 1982 | 1990 | 2006 | 2013 | 2015 | 2017 | 2019 | 2020 | 2022 |